# Fußball-Club Sachsen Leipzig 1990 1994-1995
Questa voce raccoglie le informazioni riguardanti il Fußball-Club Sachsen Leipzig 1990 nelle competizioni ufficiali della stagione 1994-1995.

## Stagione
Nella stagione 1994-1995 il Sachsen Lipsia, allenato da Uwe Reinders, concluse il campionato di Regionalliga nordest al 2º posto. In Coppa di Germania il Sachsen Lipsia fu eliminato al primo turno dal Monaco 1860.

## Rosa
| N. |                     | Ruolo | Calciatore           |
| -- | ------------------- | ----- | -------------------- |
|    | Germania (bandiera) | P     | Daniel Fröhlich      |
|    | Germania (bandiera) | P     | Thomas Köhler        |
|    | Germania (bandiera) | D     | Steffen Hammermüller |
|    | Germania (bandiera) | D     | Jens Kahdemann       |
|    | Germania (bandiera) | D     | Frank Nierlich       |
|    | Germania (bandiera) | D     | Rico Pellmann        |
|    | Germania (bandiera) | D     | Dirk Pfitzner        |
|    | Germania (bandiera) | D     | Carsten Sänger       |
|    | Germania (bandiera) | D     | Jens Thiemig         |
|    | Germania (bandiera) | D     | Jörg Wunderlich      |

| N. |                     | Ruolo | Calciatore         |
| -- | ------------------- | ----- | ------------------ |
|    | Germania (bandiera) | C     | Sven Baum          |
|    | Germania (bandiera) | C     | Torsten Feetz      |
|    | Germania (bandiera) | C     | Kay-Uwe Jendrossek |
|    | Germania (bandiera) | C     | Jens König         |
|    | Germania (bandiera) | C     | Mario Nickeleit    |
|    | Ucraina (bandiera)  | A     | Oleg Golovan       |
|    | Germania (bandiera) | A     | Carsten Klee       |
|    | Germania (bandiera) | A     | Hans-Jörg Leitzke  |
|    | Germania (bandiera) | A     | Uwe Saalbach       |
|    | Germania (bandiera) | A     | André Schönitz     |

## Organigramma societario
Area tecnica
- Allenatore: Uwe Reinders, Joachim Steffens
- Allenatore in seconda:
- Preparatore dei portieri:
- Preparatori atletici:
- Analisi video:

## Calciomercato

### Sessione estiva
| Acquisti | Acquisti           | Acquisti                   | Acquisti |
| R.       | Nome               | da                         | Modalità |
| -------- | ------------------ | -------------------------- | -------- |
| C        | Torsten Feetz      | Wismut Gera                |          |
| A        | Oleg Golovan       | Stahl Brandeburgo          |          |
| C        | Kay-Uwe Jendrossek | Template:Calcio Bornaer SV |          |
| A        | Carsten Klee       | Carl Zeiss Jena            |          |
| C        | Mario Nickeleit    | Lok Stendal                |          |
| D        | Carsten Sänger     | Hansa Rostock              |          |
| A        | André Schönitz     | Template:Calcio Bornaer SV |          |
| D        | Jens Thiemig       | Kickers 94 Markkleeberg    |          |

| Cessioni | Cessioni    | Cessioni          | Cessioni |
| R.       | Nome        | a                 | Modalità |
| -------- | ----------- | ----------------- | -------- |
| D        | Holm Pinder | Lokomotive Lipsia |          |

### Sessione invernale
| Acquisti | Acquisti      | Acquisti          | Acquisti |
| R.       | Nome          | da                | Modalità |
| -------- | ------------- | ----------------- | -------- |
| D        | Rico Pellmann | Stahl Brandeburgo |          |

| Cessioni | Cessioni    | Cessioni    | Cessioni |
| R.       | Nome        | a           | Modalità |
| -------- | ----------- | ----------- | -------- |
| C        | Dirk Weitze | Wismut Gera |          |

## Risultati

### Regionalliga

#### Girone di andata
| Arbitro: | Koop |

|            |           |             |
| Markov 43’ | Marcatori | 45’ Leitzke |

| Arbitro: | Brandt-Chollé |

|                                   |           |                                    |
| Feetz 4’ (rig.) Klee 30’ Baum 42’ | Marcatori | 10’ Sonner 60’ Leonhardt 65’ Kunze |

| Arbitro: | Haack |

|  |           |          |
|  | Marcatori | 67’ Klee |

| Arbitro: | Weise |

|                                 |           |  |
| Sänger 27’ Klee 30’ Leitzke 47’ | Marcatori |  |

| Eisenhüttenstadt 27 agosto 1994, ore 14:00 CEST 5ª giornata | Eisenhüttenstädter Stahl | 0 – 0 referto | Sachsen Lipsia | Sportanlage der Hüttenwerker (1 375 spett.)\| Arbitro: \| Kiefer \| |
| Arbitro:                                                    | Kiefer                   |               |                |                                                                     |

| Arbitro: | Keßler |

|                  |           |              |
| Hammermüller 44’ | Marcatori | 82’ Henschel |

| Arbitro: | Voigt |

|             |           |          |
| Grether 16’ | Marcatori | 89’ Klee |

| Arbitro: | Fleske |

|            |           |  |
| Leitzke 5’ | Marcatori |  |

| Arbitro: | Haupt |

|                  |           |  |
| Leitzke 26’, 58’ | Marcatori |  |

| Arbitro: | Wendorf |

|                      |           |                          |
| Kovač 55’ Pastor 62’ | Marcatori | 16’ Nierlich 86’ Leitzke |

| Arbitro: | Herzog |

|                              |           |                     |
| Hammermüller 22’ Golovan 30’ | Marcatori | 45’ Jopek 82’ Thiel |

| Arbitro: | Müller |

|  |           |                      |
|  | Marcatori | 39’ Klee 78’ Golovan |

| Arbitro: | Weber |

|                           |           |  |
| Klee 35’, 81’ Golovan 87’ | Marcatori |  |

| Arbitro: | Haack |

|              |           |                      |
| Hoffmann 12’ | Marcatori | 29’ Leitzke 81’ Klee |

| Arbitro: | Habermann |

|                                      |           |  |
| Reckmann 35’ (aut.) Hammermüller 56’ | Marcatori |  |

| Arbitro: | Haupt |

|  |           |                            |
|  | Marcatori | 7’, 73’ Klee 40’ Nickeleit |

| Lipsia 11 dicembre 1994, ore 14:00 CET 17ª giornata | Sachsen Lipsia | 0 – 0 referto | Carl Zeiss Jena | Alfred-Kunze-Sportpark (9 037 spett.)\| Arbitro: \| Blumenstein \| |
| Arbitro:                                            | Blumenstein    |               |                 |                                                                    |

#### Girone di ritorno
| Arbitro: | Heynemann |

|                         |           |            |
| Hammermüller 41’ (rig.) | Marcatori | 31’ Markov |

| Arbitro: | Robel |

|           |           |                    |
| Lucic 66’ | Marcatori | 15’, 54’ Nickeleit |

| Arbitro: | Fröhlich |

|                                                |           |  |
| Nickeleit 39’ Klee 60’ Leitzke 70’ (rig.), 88’ | Marcatori |  |

| Arbitro: | Voigt |

|  |           |          |
|  | Marcatori | 15’ Klee |

| Arbitro: | Müller |

|                                  |           |  |
| Nickeleit 62’ Leitzke 90’ (rig.) | Marcatori |  |

| Arbitro: | Fleske |

|                   |           |             |
| Bücs 24’ Civa 39’ | Marcatori | 59’ Leitzke |

| Arbitro: | Weise |

|                             |           |  |
| Leitzke 38’ (rig.) Klee 84’ | Marcatori |  |

| Arbitro: | Habermann |

|  |           |          |
|  | Marcatori | 43’ Klee |

| Arbitro: | Brandt-Chollé |

|                       |           |             |
| Hebestreit 2’ Mey 12’ | Marcatori | 66’ Leitzke |

| Arbitro: | Görges |

|                                              |           |  |
| Golovan 46’ Hammermüller 52’ (rig.) Klee 84’ | Marcatori |  |

| Arbitro: | Robel |

|           |           |                         |
| Jopek 50’ | Marcatori | 42’ (rig.) Hammermüller |

| Arbitro: | Voigt |

|                                                  |           |  |
| Baum 8’ Hammermüller 11’ Feetz 30’ Nickeleit 80’ | Marcatori |  |

| Arbitro: | Scheibel |

|  |           |                         |
|  | Marcatori | 62’, 64’ Klee 77’ König |

| Arbitro: | Koop |

|                                       |           |  |
| Saalbach 58’ Leitzke 66’ Nierlich 78’ | Marcatori |  |

| Arbitro: | Weise |

|        |           |             |
| Lau 9’ | Marcatori | 2’ Nierlich |

| Arbitro: | Habermann |

|                                    |           |           |
| Klee 60’ Nickeleit 74’ Leitzke 83’ | Marcatori | 52’ Kubis |

| Arbitro: | Koop |

|                                           |           |          |
| Vogel 26’, 67’ (rig.) Zimmermann 79’, 90’ | Marcatori | 82’ Baum |

### Coppa di Germania
| Arbitro: | Heynemann |

|                                                 |                      |                                            |
| Nierlich Feetz Hammermüller Pfitzner König Klee | Tiri di rigore 3 – 4 | Pacult Stević Dowe Keller Seeliger Winkler |

## Statistiche

### Statistiche di squadra
| Competizione         | Punti | In casa | In casa | In casa | In casa | In casa | In casa | In trasferta | In trasferta | In trasferta | In trasferta | In trasferta | In trasferta | Totale | Totale | Totale | Totale | Totale | Totale | DR  |
| Competizione         | Punti | G       | V       | N       | P       | Gf      | Gs      | G            | V            | N            | P            | Gf           | Gs           | G      | V      | N      | P      | Gf     | Gs     | DR  |
| -------------------- | ----- | ------- | ------- | ------- | ------- | ------- | ------- | ------------ | ------------ | ------------ | ------------ | ------------ | ------------ | ------ | ------ | ------ | ------ | ------ | ------ | --- |
| Regionalliga nordest | 71    | 17      | 12      | 5       | 0       | 39      | 8       | 17           | 8            | 6            | 3            | 24           | 16           | 34     | 20     | 11     | 3      | 63     | 24     | +39 |
| Coppa di Germania    | -     | 1       | 0       | 1       | 0       | 0       | 0       | 0            | 0            | 0            | 0            | 0            | 0            | 1      | 0      | 1      | 0      | 0      | 0      | 0   |
| Totale               | 71    | 18      | 12      | 6       | 0       | 39      | 8       | 17           | 8            | 6            | 3            | 24           | 16           | 35     | 20     | 12     | 3      | 63     | 24     | +39 |

### Andamento in campionato
| Giornata  | 1 | 2 | 3 | 4 | 5 | 6 | 7 | 8 | 9 | 10 | 11 | 12 | 13 | 14 | 15 | 16 | 17 | 18 | 19 | 20 | 21 | 22 | 23 | 24 | 25 | 26 | 27 | 28 | 29 | 30 | 31 | 32 | 33 | 34 |
| --------- | - | - | - | - | - | - | - | - | - | -- | -- | -- | -- | -- | -- | -- | -- | -- | -- | -- | -- | -- | -- | -- | -- | -- | -- | -- | -- | -- | -- | -- | -- | -- |
| Luogo     | T | C | T | C | T | C | T | C | C | T  | C  | T  | C  | T  | C  | T  | C  | C  | T  | C  | T  | C  | T  | C  | T  | T  | C  | T  | C  | T  | C  | T  | C  | T  |
| Risultato | N | N | V | V | N | N | N | V | V | N  | N  | V  | V  | V  | V  | V  | N  | N  | V  | V  | V  | V  | P  | V  | V  | P  | V  | N  | V  | V  | V  | N  | V  | P  |
| Posizione | 6 | 6 | 5 | 3 | 6 | 4 | 4 | 3 | 2 | 3  | 2  | 2  | 2  | 2  | 1  | 1  | 1  | 1  | 1  | 1  | 1  | 1  | 2  | 2  | 1  | 2  | 2  | 2  | 2  | 2  | 2  | 2  | 2  | 2  |

Legenda:

Luogo: C = Casa; T = Trasferta. Risultato: V = Vittoria; N = Pareggio; P = Sconfitta.

### Statistiche dei giocatori
| Giocatore       | Regionalliga nordest | Regionalliga nordest | Regionalliga nordest | Regionalliga nordest | Coppa di Germania | Coppa di Germania | Coppa di Germania | Coppa di Germania | Totale   | Totale | Totale      | Totale     |
| Giocatore       | Presenze             | Reti                 | Ammonizioni          | Espulsioni           | Presenze          | Reti              | Ammonizioni       | Espulsioni        | Presenze | Reti   | Ammonizioni | Espulsioni |
| --------------- | -------------------- | -------------------- | -------------------- | -------------------- | ----------------- | ----------------- | ----------------- | ----------------- | -------- | ------ | ----------- | ---------- |
| S. Baum         | 22                   | 3                    | 7                    | 0                    | 1                 | 0                 | 0                 | 0                 | 23       | 3      | 7           | 0          |
| T. Feetz        | 28                   | 2                    | 3                    | 0                    | 1                 | 0                 | 0                 | 0                 | 29       | 2      | 3           | 0          |
| D. Fröhlich     | 7                    | 0                    | 0                    | 0                    | 1                 | 0                 | 0                 | 0                 | 8        | 0      | 0           | 0          |
| O. Golovan      | 16                   | 4                    | 0                    | 0                    | 0                 | 0                 | 0                 | 0                 | 16       | 4      | 0           | 0          |
| S. Hammermüller | 33                   | 7                    | 9                    | 0                    | 1                 | 0                 | 0                 | 0                 | 34       | 7      | 9           | 0          |
| K. Jendrossek   | 20                   | 0                    | 0                    | 0                    | 0                 | 0                 | 0                 | 0                 | 20       | 0      | 0           | 0          |
| J. Kahdemann    | 3                    | 0                    | 0                    | 0                    | 0                 | 0                 | 0                 | 0                 | 3        | 0      | 0           | 0          |
| C. Klee         | 34                   | 18                   | 7                    | 0                    | 1                 | 0                 | 0                 | 0                 | 35       | 18     | 7           | 0          |
| T. Köhler       | 28                   | 0                    | 1                    | 0                    | 0                 | 0                 | 0                 | 0                 | 28       | 0      | 1           | 0          |
| J. König        | 29                   | 1                    | 6                    | 1                    | 1                 | 0                 | 1                 | 0                 | 30       | 1      | 7           | 1          |
| H. Leitzke      | 31                   | 15                   | 3                    | 1                    | 1                 | 0                 | 0                 | 0                 | 32       | 15     | 3           | 1          |
| M. Nickeleit    | 32                   | 7                    | 9                    | 0                    | 0                 | 0                 | 0                 | 0                 | 32       | 7      | 9           | 0          |
| F. Nierlich     | 33                   | 3                    | 10                   | 2                    | 1                 | 0                 | 0                 | 0                 | 34       | 3      | 10          | 2          |
| R. Pellmann     | 5                    | 0                    | 0                    | 0                    | 0                 | 0                 | 0                 | 0                 | 5        | 0      | 0           | 0          |
| D. Pfitzner     | 17                   | 0                    | 7                    | 0                    | 1                 | 0                 | 0                 | 0                 | 18       | 0      | 7           | 0          |
| U. Saalbach     | 34                   | 1                    | 3                    | 0                    | 1                 | 0                 | 0                 | 0                 | 35       | 1      | 3           | 0          |
| A. Schönitz     | 7                    | 0                    | 0                    | 0                    | 0                 | 0                 | 0                 | 0                 | 7        | 0      | 0           | 0          |
| C. Sänger       | 28                   | 1                    | 1                    | 0                    | 1                 | 0                 | 0                 | 0                 | 29       | 1      | 1           | 0          |
| J. Thiemig      | 18                   | 0                    | 3                    | 0                    | 1                 | 0                 | 0                 | 0                 | 19       | 0      | 3           | 0          |
| D. Weitze       | 6                    | 0                    | 0                    | 0                    | 1                 | 0                 | 0                 | 0                 | 7        | 0      | 0           | 0          |
| J. Wunderlich   | 0                    | 0                    | 0                    | 0                    | 0                 | 0                 | 0                 | 0                 | 0        | 0      | 0           | 0          |